# Черепашинецький кар'єр
Черепашине́цький кар'є́р — озеро в селі Черепашинці (Черепашинецька сільська рада) Калинівського району Вінницької області; місце бюджетного відпочинку як місцевих жителів, так і приїжджих з обласного центру міста Вінниці, навколишніх сіл і міст, а також областей і Києва; Водойма має незвичний для України блакитний колір води.

## Опис
Водойма — штучного і природного походження, у 1990-х роках на її місці видобували граніт і білу глину, але після призупинення розробки кар'єру його затопили підземні джерела, і утворилось озеро.
Особливої популярності як місце відпочинку Черепашинецький кар'єр набув після серії сюжетів на телебаченні.